# Сєвєроморськ-1 (аеродром)
Сєвєромо́рськ-1 — військовий аеродром в Мурманській області, розташований 4 км південніше від міста Сєвєроморськ. На аеродромі базується 403-й окремий змішаний авіаційний полк (Ан-12, Ан-26, Іл-38, Ту-134) та 830-й окремий корабельний протичовновий вертолітний полк (Ка-27), які входять в 3-ю дивізію ППО 45-тої армії ВПС і ППО Північного флоту РФ. 

## Історія
Аеродром був збудований перед Другою світовою війною і до 1951 року називався «Ваєнга-1» (взявши назву однойменної річки, що протікала недалеко). 23 грудня 1939 року на аеродромі почав формуватися 72-й змішаний авіаційний полк ВПС Північного флоту, ставши першим авіаполком ВПС Північного флоту, на базі двох винищувальних ескадрилій на літаках І-15біс і однієї бомбардувальної на літаках СБ (АНТ-40).
У вересні 1941 до Радянського Союзу прибув конвой «Дервіш». Він перевіз кілька десятків винищувачів «Hurricane» з англійського 151-го авіакрила RAF які пізніше опинились на аеродромі Ваєнга-1 (операція «Бенедикт»). 24 літаки злетіли з авіаносця «Argus», що прибув в складі конвою; трохи пізніше прибули ще 15 «Харрікейнів», доставлені в Архангельськ і там зібрані. На цих винищувачах під керівництвом британських пілотів провідні радянські льотчики пройшли перенавчання на англійські літаки. На основі технічної та навчальної бази залишеної англійцями на аеродромі сформовано 78 винищувальний авіаційний полк ВПС Північного флоту. Командиром полку призначено Бориса Сафонова, який пізніше став один з найрезультативніших радянських льотчиків-винищувачів і двічі Героєм Радянського Союзу. Особовий склад англійського 151-го авіакрила пізніше залишив Радянський Союз кораблями.
У період холодної війни аеродром мав важливе стратегічне значення, на ньому базувалися:
- 9-й гвардійський морський ракетоносний авіаційний полк ВПС ПФ. 1 червня 1971 року було передано до складу ВПС Балтійського флоту з перебазуванням на аеродром Веретьє. 1974 року розформований.
- 967-й окремий далекий розвідувальний авіаційний полк, на озброєнні якого були літаки Ту-16; 1993 року полк був переозброєний на Су-24 і перетворений на 146-у ОРАЕ (окрему розвідувальну авіаційну ескадрилью), а 1997 року повністю розформований.
- 24-й окремий протичовновий авіаційний полк далекої дії, в/ч 53126, в який входило дві ескадрильї на Іл-38.

### 403-й окремий змішаний авіаційний полк
403-й окремий морський дальній розвідувальний авіаційний полк був створений у 1948 в результаті перейменування 118-го полку. Спочатку на його озброєнні знаходились гідроплани «Catalina» та «Northrop N-3PB Nomad» та бомбардувальники Ту-2 та «Douglas A-20 Havoc». Потім літаки Бе-6 з радіогідроакустичною системою «Баку». Далі полк кілька разів змінював ім'я та техніку, але зберігався його номер та військово-морський профіль. В 90-і роки на його озброєнні були вже Іл-38, Бе-12, Іл-20РТ.
У 2009 полк був розформований внаслідок реформи збройних сил РФ і заново сформований у кінці 2019 в складі 45-ї армії ВПС і ППО

### 830-й окремий корабельний протичовновий вертолітний полк
830-й окремий корабельний протичовновий вертолітний полк був створений у 1958 на базі 2053-ї ескадрильї. На його оснащенні тоді знаходились вертольоти Ка-15. В 1960-і роки полк освоює протичовнові вертольоти Ка-25.
У 2009 830-й полк також був розформований під час реформи збройних сил і також заново сформований у кінці 2019 в складі 45-ї армії ВПС і ППО.
На озброєнні полку на момент повторного формування були вертольоти Ка-27пл, Ка-27пс і Ка-29тб.

## Катастрофи та інциденти
- 25 травня 1968 року. При обльоті американського авіаносця «Essex» у Норвезькому морі зазнав аварії літак Ту-16Р зі складу 967-го окремого далекого розвідувального авіаполку, котрий вилетів з аеродрому Сєвєроморськ-1. При розвороті на висоті 15 м літак підполковника Плієва зачепив крилом воду і перекинувся. Екіпаж у складі восьми людей загинув. Тіла трьох льотчиків підняли американці й згодом передали радянській стороні[9].